# Хмелівська сільська рада (Городоцький район)
Хмелі́вська сільська́ ра́да — адміністративно-територіальна одиниця та орган місцевого самоврядування в Городоцькому районі Хмельницької області. Адміністративний центр — село Хмелівка.

## Загальні відомості
Хмелівська сільська рада утворена в 1924 році.
- Територія ради: 15,767 км²
- Населення ради: 445 осіб (станом на 2001 рік)
- Територією ради протікає річка Тростянка

## Населені пункти
Сільській раді підпорядковані населені пункти:
- с. Хмелівка

## Склад ради
Рада складається з 12 депутатів та голови.
- Голова ради: Грисик Ольга Іванівна
- Секретар ради: Хлівецька Валентина Антонівна

### Керівний склад попередніх скликань
| Прізвище, ім'я, по батькові | Основні відомості                                                         | Дата обрання | Дата звільнення |
| --------------------------- | ------------------------------------------------------------------------- | ------------ | --------------- |
| Грисик Ольга Іванівна       | Сільський голова, 1962 року народження, освіта вища, член Народної партії | 26.03.2006   | 31.10.2010      |
| Грисик Ольга Іванівна       | Сільський голова, 1962 року народження, освіта вища, член Народної партії | 31.10.2010   |                 |

Примітка: таблиця складена за даними сайту Верховної Ради України

### Депутати
За результатами місцевих виборів 2010 року депутатами ради стали:

#### За суб'єктами висування
| Суб'єкт висування | Кількість обраних депутатів | %    |
| ----------------- | --------------------------- | ---- |
| Самовисування     | 10                          | 83,3 |
| Народна партія    | 2                           | 16,7 |

#### За округами
| № округу       | Прізвище, ім'я, по батькові        | Дата визнання обраним | Освіта             | Партійна приналежність | Відомості про обраного депутата            |
| -------------- | ---------------------------------- | --------------------- | ------------------ | ---------------------- | ------------------------------------------ |
| Народна Партія |                                    |                       |                    |                        |                                            |
| 1              | Капелюшок Володимир Анатолійович   | 05.11.2010            | середня            | позапартійний          | Хмелівська сільська рада, директор СБК     |
| 4              | Вітвіцька Євгена Миколаївна        | 05.11.2010            | середня спеціальна | позапартійна           | пенсіонер                                  |
| Самовисування  |                                    |                       |                    |                        |                                            |
| 2              | Козенко Костянтин Миколайович      | 05.11.2010            | середня спеціальна | позапартійний          | Хмелівська сільська рада, зав. ФП          |
| 3              | Радчишина Надія Миколаївна         | 05.11.2010            | середня спеціальна | позапартійна           | пенсіонер                                  |
| 5              | Хлівецька Валентина Антонівна      | 05.11.2010            | середня спеціальна | позапартійна           | Хмелівська сільська рада, секретар         |
| 6              | Єфименко Іван Іванович             | 05.11.2010            | середня            | позапартійний          | тимчасово не працює                        |
| 7              | Аксаментовська Валентина Антонівна | 05.11.2010            | середня            | позапартійна           | тимчасово не працює                        |
| 8              | Королюк Ганна Мифтодіївна          | 05.11.2010            | середня спеціальна | позапартійна           | Відділення зв'язку, с. Хмелівка, завідувач |
| 9              | Цурупій Галина Іванівна            | 05.11.2010            | середня спеціальна | позапартійна           | пенсіонер                                  |
| 10             | Муравель Людмила Іванівна          | 05.11.2010            | середня            | позапартійна           | пенсіонер                                  |
| 11             | Боярина Галина Тихонівна           | 05.11.2010            | середня            | позапартійна           | тимчасово не працює                        |
| 12             | Гуляк Раїса Леонтіївна             | 05.11.2010            | середня            | позапартійна           | приватне підприємство                      |